# Schizotricha anderssoni
Schizotricha anderssoni is een hydroïdpoliep uit de familie Halopterididae. De poliep komt uit het geslacht Schizotricha. Schizotricha anderssoni werd in 1904 voor het eerst wetenschappelijk beschreven door Elof Jäderholm.
De soort werd in 1902 gevonden bij Zuid-Georgia tijdens de Zweedse Antarctica-expeditie van 1901-1903.